# 金賢旭
金賢旭 (韓語：김현욱，1997年1月17日—)，韓國男演員。

## 演出作品

### 電視劇
- 2021年：Cheeze Film《男生堆裡的女生2》飾演 無賴客人
- 2021年：LET Film《The Audition-遇到了最糟糕的相親男》飾演
- 2022年：網路劇《冬日後的櫻花》飾演 金俊勝校內惡霸
- 2022年：網路劇《這麼做是為了錢》飾演 李材鎮
- 2022年：tvN《Kill Heel》飾演 James[2]
- 2023年：tvN《驅魔麵館2：全面回擊》飾演 王立強（特別出演）[3]

### MV
- 2021年：金周完《鏡子 （页面存档备份，存于）》

## 外部連結
- 金賢旭的Instagram帳戶